# پدرانه
پدرانه (انگلیسی: Fatherhood) فیلمی است کمدی-درام به کارگردانی پال وایتز که در سال ۲۰۲۱ منتشر شد. این فیلم داستان شوهری را مطرح می‌کند که همسرش هنگام زایمان می‌میرد و پدر خانواده برای بزرگ کردن دختر خود با مشکلاتی سخت رو به رو می‌شود.